# 1691 en musique classique
| \| • Retour à la chronologie générale de la musique classique • \| |
| Grèce • Rome • Haut Moyen Âge • VIIIe siècle • IXe siècle • Xe siècle • XIe siècle XIIe siècle • XIIIe siècle • XIVe siècle • XVe siècle • XVIe siècle • XVIIe siècle XVIIIe siècle • XIXe siècle • XXe siècle • XXIe siècle |
| • Retour à la chronologie générale de la musique classique • |

| Années en musique classique : 1688 - 1689 - 1690 - 1691 - 1692 - 1693 - 1694    |
| Décennies en musique classique : 1660 - 1670 - 1680 - 1690 - 1700 - 1710 - 1720 |

## Œuvres
Date indéterminée :
- Astrée, tragédie lyrique de Pascal Collasse.
- Il Giardino Armonico de Johannes Schenck.
- Jacoba van Beieren, erfgravin van Holland, tragédie de Sweerts, mise en musique par Hendrik Anders.
- King Arthur (Le Roi Arthur) ou The British Worthy (Le Preux Breton), de Henry Purcell.

## Naissances

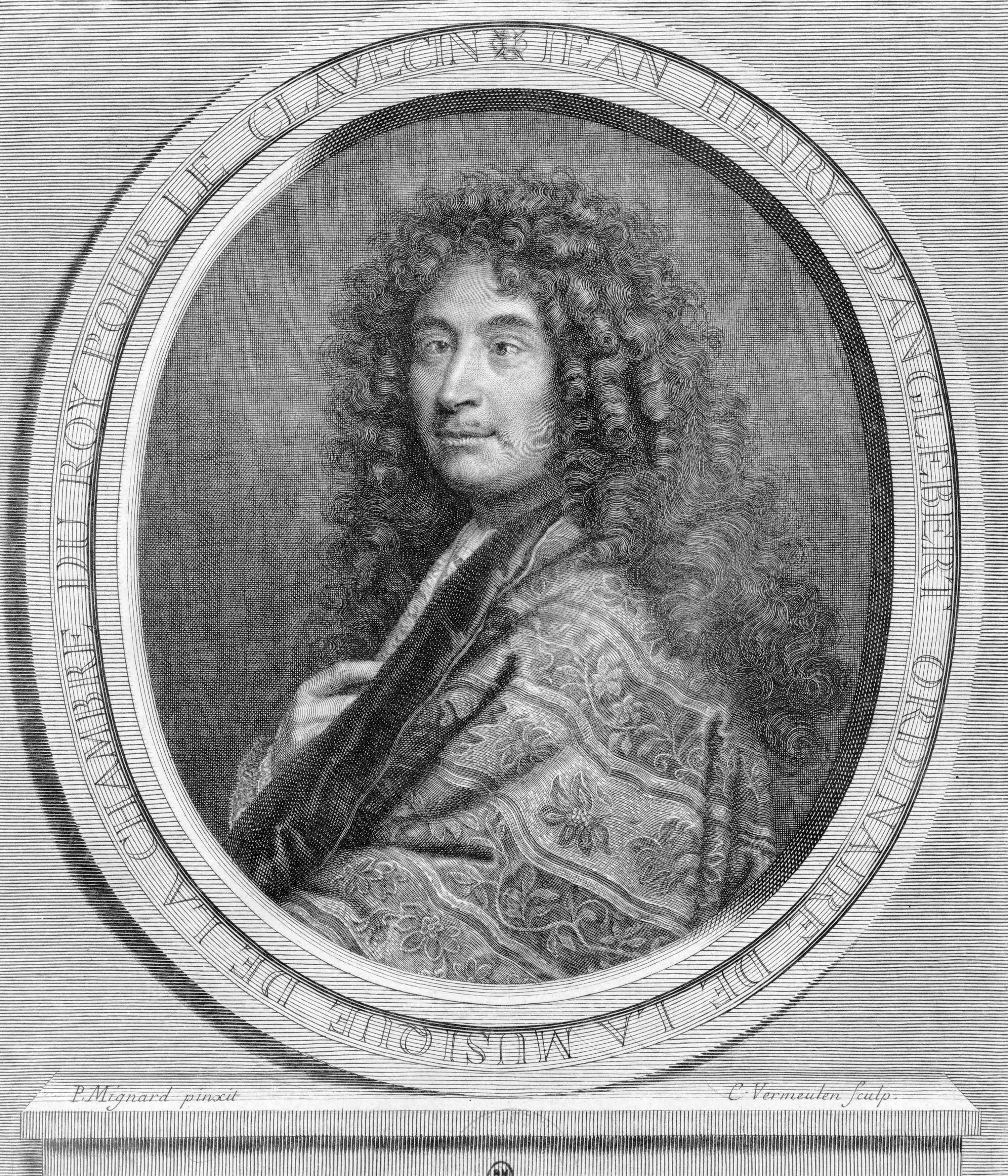
Jean-Henri d'Anglebert

- 3 février : Martin Berteau, violoncelliste, pédagogue et compositeur français († 22 janvier 1771).
- 30 décembre : Conrad Friedrich Hurlebusch, compositeur allemand († 16 décembre 1765).

Date indéterminée:
- Francesco Feo, compositeur italien († 28 janvier 1761).
- Louis Homet, compositeur et maître de chapelle français († 28 août 1767).

## Décès
- 23 avril : Jean-Henri d'Anglebert, compositeur et claveciniste français (° 1er avril 1629).

Date indéterminée :
- Jehan Hotteterre (ou Jean I Hotteterre, dit le père), maître tourneur sur bois et facteur français d'instruments de musique de la famille des bois (° 1610).
- Marc'Antonio Pasqualini, castrat italien (° 1614).
- Giovanni Battista Volpe, compositeur italien (° 1620).